# НЕК
НЕК (нидерл. Nijmegen Eendracht Combinatie) — нидерландский футбольный клуб из города Неймеген, основанный 15 ноября 1900 года. Домашние матчи команда проводит на «Гоффертстадион», вмещающем 12,5 тысяч зрителей.
В сезоне 2024/25 клуб занял 8-е место в Эредивизи — Высшем дивизионе Нидерландов. Наивысшим достижением клуба в чемпионате Нидерландов является 5-е место в сезоне 2002/03. Команда пять раз доходила до финала Кубка Нидерландов в 1973, 1983, 1994, 2000 и 2024 годах.
Главный тренер команды — Дик Схрёдер.

## История
Клуб был основан в апреле 1910 года после слияния двух команд — «Неймегена» и «Эндрахта». Первым из них появился клуб «Эндрахт», основанный 15 ноября 1900 года группой единомышленников. В первые годы клуб играл с командами из других районов Неймегена. В 1903 году был основан Футбольный союз Неймегена, а после победы в его чемпионате «Эндрахт» вступил в Футбольный союз Гелдерланда.
Спустя два года, в 1907 году, команда пробилась во второй футбольный класс Нидерландов. В то время футболисты клуба играли в красно-зелёных рубашках и чёрных брюках. В дебютном сезоне команда заняла шестое место в группе C восточной группы, а годом позже, второе место в группе D. Своё нынешнее название НЕК получил в 1910 году, когда объединился с клубом «Неймеген», основанным в 1908 году членами клуба «Квик».

## Достижения
- Победитель Первого дивизиона Нидерландов: 2
  - 1974/75, 2014/15
- Победитель Второго дивизиона Нидерландов:
  - 1963/64
- Победитель Первого класса (Восток): 3
  - 1938/39, 1945/46, 1946/47
- Кубок Нидерландов:
  - Финалист (5): 1973, 1983, 1994, 2000, 2024

## Основной состав

### Команда
| №  |                  | Поз. | Имя               | Год рождения |
| -- | ---------------- | ---- | ----------------- | ------------ |
| 1  | Флаг Аргентины   | Вр   | Гонсало Креттас   | 2000         |
| 2  | Флаг Франции     | Защ  | Брайанн Перейра   | 2003         |
| 3  | Флаг Нидерландов | Защ  | Филипп Сандлер    | 1997         |
| 5  | Флаг Нидерландов | Защ  | Томас Ауэян       | 1996         |
| 7  | Флаг Суринама    | Нап  | Вирджил Мисидьян  | 1993         |
| 8  | Флаг Греции      | ПЗ   | Аргирис Дарелас   | 2003         |
| 9  | Флаг Суринама    | ПЗ   | Тьяронн Шери      | 1988         |
| 11 | Флаг Турции      | Нап  | Башар Онал        | 2004         |
| 14 | Флаг Норвегии    | Нап  | Ларс Олден Ларсен | 1998         |
| 15 | Флаг Нидерландов | Защ  | Йетро Виллемс     | 1994         |
| 17 | Флаг Нидерландов | Защ  | Брам Нёйтинк      | 1990         |
| 18 | Флаг Японии      | Нап  | Коки Огава        | 2001         |
| 19 | Флаг Японии      | Нап  | Кэнто Сиогаи      | 2005         |
| 21 | Флаг Испании     | ПЗ   | Робер             | 2001         |

| №  |                  | Поз. | Имя              | Год рождения |
| -- | ---------------- | ---- | ---------------- | ------------ |
| 22 | Флаг Нидерландов | Вр   | Яспер Силлессен  | 1989         |
| 23 | Флаг Японии      | ПЗ   | Кодаи Сано       | 2003         |
| 24 | Флаг Нидерландов | Защ  | Калвин Вердонк   | 1997         |
| 25 | Флаг Нидерландов | ПЗ   | Сами Уайса       | 2004         |
| 26 | Флаг Нидерландов | Нап  | Люк Ньивенхёйс   | 2007         |
| 30 | Флаг Нидерландов | Нап  | Брайан Линссен   | 1990         |
| 31 | Флаг Нидерландов | Вр   | Рейк Янсе        | 2003         |
| 32 | Флаг Нидерландов | Нап  | Вито ван Крой    | 1996         |
| 33 | Флаг Нидерландов | Защ  | Юсри Сбай        | 2004         |
| 34 | Флаг Марокко     | Нап  | Юссеф Эль-Кахати | 1999         |
| 35 | Флаг Нидерландов | ПЗ   | Сам де Лат       | 2006         |
| 36 | Флаг Нидерландов | Вр   | Фрек Энтиус      | 2006         |
| 71 | Флаг Нидерландов | ПЗ   | Дирк Пропер      | 2002         |

### Тренерский штаб
| Должность        | Имя                |
| ---------------- | ------------------ |
| Главный тренер   | Дик Схрёдер        |
| Тренер-ассистент | Ник ван дер Велден |
| Тренер-ассистент | Харис Медунянин    |
| Тренер-ассистент | Ахмед Абдулла      |
| Тренер вратарей  | Антон Схётьенс     |

## Трансферы сезона 2025/26

### Пришли
| Поз. | Игрок            | Прежний клуб       | Стоимость/статус трансфера |
| ---- | ---------------- | ------------------ | -------------------------- |
| Вр   | Гонсало Креттас  | Кастельон          | Свободный агент            |
| Вр   | Яспер Силлессен  | Лас-Пальмас        | Свободный агент            |
| Защ  | Йетро Виллемс    | Кастельон          | Свободный агент            |
| ПЗ   | Робер            | Расинг (Сантандер) | Окончание аренды           |
| ПЗ   | Тьяронн Шери     | Антверпен          | 500 тыс. евро              |
| Нап  | Юссеф Эль-Кахати | Телстар            | Свободный агент            |
| Нап  | Вирджил Мисидьян | Ференцварош        | 450 тыс. евро              |

### Ушли
| Поз. | Игрок              | Новый/прежний клуб | Стоимость/статус трансфера |
| ---- | ------------------ | ------------------ | -------------------------- |
| Вр   | Стейн ван Гассел   | Эксельсиор         |                            |
| Вр   | Робин Руфс         | Сандерленд         | 10,5 млн евро              |
| Защ  | Иван Маркес        | Нюрнберг           | Окончание аренды           |
| Защ  | Лефтерис Лирацис   | ПАОК               | Окончание аренды           |
| Защ  | Томас Рейндерс     | ВВВ-Венло          | Свободный агент            |
| Защ  | Д’Леану Артс       |                    | Свободный агент            |
| ПЗ   | Лассе Шёне         |                    | Завершил карьеру           |
| ПЗ   | Омар Мохамедхусейн |                    | Свободный агент            |
| ПЗ   | Кас де Вит         | ТОП Осс            | Свободный агент            |
| ПЗ   | Мес Худемакерс     | Виборг             |                            |
| Нап  | Сонтье Хансен      | Мидлсбро           | 3,5 млн евро               |

## Тренеры
| - 1923—1924: Ференз Дьёрдь - 1929—1930: Смит - 1931—1932: Клаусс - 1932—1933: Рихард Лонгин - 1933—1936: Фонс Лодестейн - 1936—1937: Кун Делсен - 1937—1939: Бертюс Схустер - 1939—1940: Билл Джулиан - 1940—1941: Бертюс Схустер - 1941—1942: Вильмош Хальперн - 1942—1944: Ян Бейл - 1944—1946: Беп ван дер Слот - 1946—1947: Бертюс Схустер - 1947—1948: Джордж Чарльтон - 1948—1949: Бертюс Схустер - 1949—1954: Ян Бейл - 1954—1956: Кун Делсен | - 1956—1957: Ферди Зильц - 1957—1957: Кун Делсен - 1957—1958: Карел тер Хорст - 1958—1958: Фонс Лодестейн (и. о.) - 1958—1960: Вим Грунендейк - 1960—1961: Йоп де Бюссер - 1961—1970: Ян Реммерс - 1970—1973: Вил Курвер - 1973—1974: Мег де Йонг - 1974—1974: Лен Лоэйен (и. о.) - 1974—1976: Пит де Виссер - 1976—1978: Ханс Крон - 1978—1981: Лен Лоэйен - 1981—1985: Пим ван де Мент - 1985—1987: Шандор Попович - 1987—1991: Лен Лоэйен - 1991—1994: Ян Прёйн | - 1994—1995: Кес ван Котен - 1995—1996: Вим Куверманс - 1997—1999: Джимми Колдервуд - 2000—2000: Рон де Грот (и. о.) - 2000—2004: Йохан Нескенс - 2004—2005: Рон де Грот (и. о.) - 2005—2005: Кес Лок - 2006—2009: Марио Бен - 2009—2009: Дуайт Лодевегес - 2009—2009: Вим Рип (и. о.) - 2009—2011: Вильян Влут - 2011—2013: Алекс Пастор - 2013—2013: Рон де Грот (и. о.) - 2013—2014: Антон Янссен - 2014—2015: Рюд Брод - 2015—2016: Эрнест Фабер - 2016—2017: Петер Хибалла | - 2017 Рон де Грот (и. о.) - 2017 Адри Богерс - 2018 Пепейн Лейндерс - 2018—2019 Джек де Гир - 2019—2020 Франсуа Гротхёйзен, Адри Богерс, Рогир Мейер - 2020—2025 Рогир Мейер - 2025—н. в. Дик Схрёдер |